# Zabijaczny Żleb

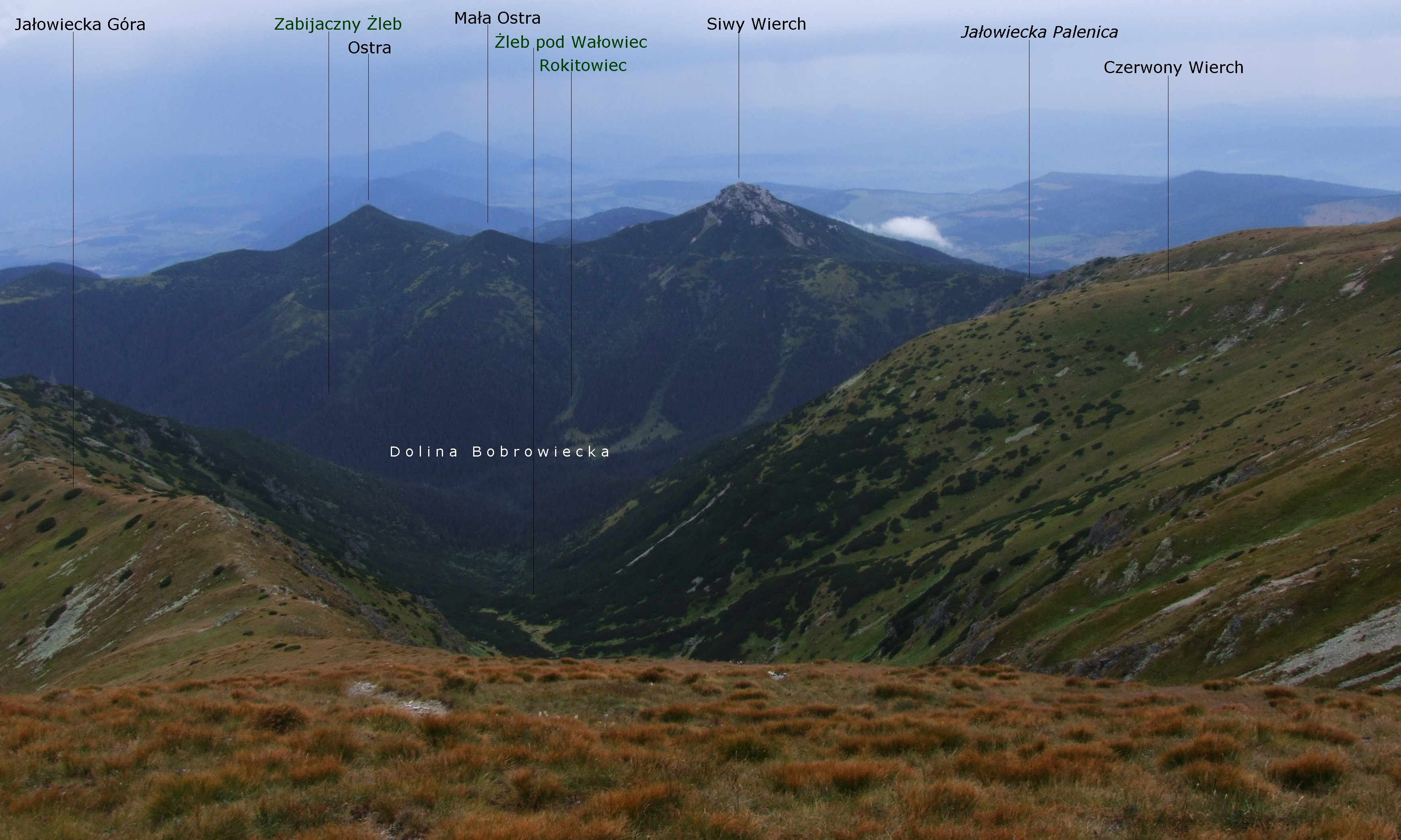
Widok z Małego Salatyna

Zabijaczny Żleb (słow. Zabijačný žľab) – żleb w słowackich Tatrach Zachodnich. Opada spod grani pomiędzy Ostrą (1764 m) a przełęczą Przysłop (1680 m) we wschodnim kierunku do Doliny Bobrowieckiej Liptowskiej. Żlebem tym spływa niewielki potok uchodzący do Potoku z Polany, a zimą schodzą nim lawiny.